# Jacob Worm
Jacob Pedersen Worm (født 8. december 1642, vistnok død 1693) var en dansk præst, digter og satiriker.

## Levned og virke
Jacob Pedersen Worm blev født den 8. december 1642 i Kirke Helsinge på Sjælland. Han var søn af sognepræst Peder Jacobsen Worm og Anna Heichens. Moderen døde da Jacob var fire år gammel, hvorefter faderen giftede sig med Sille Lambertsdatter Balkenborg. Faderen døde i 1668, og året efter giftede stedmoderen sig med sognepræsten i Slangerup, salmedigteren Thomas Kingo, som således blev Jacobs stedfader.
Jacob Worm viste sig tidligt at være meget velbegavet, især var han god til sprog. Han blev først undervist hjemme af faderen og gik derefter i Slagelse Latinskole fra 1658 til 1663. Da han blev indskrevet ved Københavns Universitet, var han velbevandret i både latin, græsk og hebraisk. I 1666 blev han teologisk kandidat, og året efter tog han også magistergraden. For at forbedre sine karrieremuligheder sendte han to ”disputatser” til kongen, som han også fik lov til at prædike for på latin. Dette medførte, at Jacob Worm i 1669 af kongen, Frederik 3., blev lovet det teologiske lektorat ved Viborg Domkirke, næste gang denne stilling blev ledig. Den teologiske lektor ved domkirken skulle vogte over den rene lære og tog sig bl.a. af efteruddannelsen af stiftets præster. Til stillingen hørte også indtægterne af sognekirkerne i Sønderbæk, Nørbæk og Læsten mellem Viborg og Randers.
Det trak imidlertid ud med vakancen i denne stilling, og i mellemtiden fik landet en ny konge, Christian 5. samt en meget magtfuld rigskansler, Peder Griffenfeld. Jacob Worm skrev hyldestdigte til dem begge, men det hjalp ikke rigtigt på hans karriere. I 1671 måtte han tage til takke med embedet som rektor ved den meget lille latinskole i Slangerup, hvor han oven i købet fik sin stedfader, Thomas Kingo som foresat. Dette passede slet ikke Worm, da han som magister i teologien følte sig højt hævet over en almindelig sognepræst. Mellem de to kom det snart til skærmydsler, som gav sig udslag i udveksling af smædedigte. Tonen var mildt sagt grov, men Worm havde en klemme på stedfaderen – vistnok noget med et uægte barn – så det lykkedes ham at lukke munden på Kingo.
Jacob Worm lod også i tiltagende grad sin vrede gå ud over de højere magter, som han mente var skyld i, at han år efter år blev siddende i det miserable embede i Slangerup. Især havde han et godt øje til Griffenfeld. I satiriske digte beskyldte Worm den store rigskansler for ateisme, for at sælge kirkelige embeder og putte pengene i egen lomme og for nepotisme. Griffenfeld havde nemlig gjort sin bror til admiralitetsråd og sin 28-årige svoger til biskop over Sjælland. Beskyldningerne var for en stor del rigtige, men naturligvis ilde hørt hos den angrebne. Worms digte var anonyme og blev ikke trykt, men cirkulerede i afskrifter. Man havde dog en fornemmelse af, hvem forfatteren var, og holdt fra højere sted øje med Jacob Worm. Han var i forhør hos Københavns biskop, men inden han kom i alvorlige vanskeligheder, faldt Griffenfeld i unåde i 1676.
I 1677 blev Worm endelig udfriet af rektoratet ved Slangerup Lærde Skole og kom til Viborg. Stillingen som teologisk lektor fik han ikke, for den var stadig ikke ledig, men i stedet blev han sognepræst ved Gråbrødre Kirke, dog med lovning på også at få lektoratet, når det blev ledigt. Igen måtte han lide den tort, at få en person som overordnet, som havde en ringere uddannelse end han selv. Det var den daværende biskop i Viborg, Søren Glud, som var blevet ophøjet fra gemen sognepræst til biskop, formentlig fordi han var gift med en søster til kongens elskerinde, Sophie Amalie Moth. Kort efter sin ankomst til Viborg blev Jacob Worm selv gift. Det normale var, at en præst giftede med sin forgængers enke, men Worm fik det ordnet således, at han fik datteren, den 19-årige Abild Andersdatter, til hustru, medens enken fulgte med på aftægt.
Worm blev meget vellidt som præst i Viborg, og hans gudstjenester fik stor søgning. Også i Viborg fortsatte han med sine satiriske skriverier, som nu fik et bredere sigte, da han ikke længere havde grund til at beklage sig over sin personlige vanskæbne. Nu var det selveste den enevældige konge og hans mænd, som var målet for satiren. Anledningen var det uheldige udfald af Den Skånske Krig fra 1675 til 1679, hvor Danmark endegyldigt satte de østdanske provinser, Skåne, Halland og Blekinge over styr. I en såkaldt disputats, som formelt handlede om den gammeltestamentlige kong Jeroboam, men som reelt handlede om tilstandene i samtidens Danmark, satte Worm spørgsmålstegn ved hele grundlaget for og legitimiteten af det enevældige system. Han benægtede kongens ret til at udnævne kirkens embedsmænd og beskyldte kongen for at stjæle kirkens penge. Kongerigets højeste embedsmænd blev beskyldt for at udsuge borgerne, og generalerne for af ren og skær uduelighed at ofre de almindelige soldater på slagmarken. Allerværst var det nok, at han anklagede kongen for ægteskabsbrud. Det var direkte majestætsfornærmelse at udbrede en sådan påstand, som i øvrigt var fuldstændig rigtig, idet kongen helt åbenlyst havde sin livlæges datter, ovennævnte Sophie Amalie Moth, som elskerinde.

## Retssagen
Der blev sat en undersøgelse i gang for at finde forfatteren til denne anonyme disputats. Den tids rigsadvokat, generalfiskal Christen Pedersen, blev sendt til Viborg for at afhøre Jacob Worm, som man også denne gang havde mistanke til. Generalfiskalen fandt imidlertid ingen beviser, og Worm aflagde oven i købet ed på, at han ikke var forfatter til disputatsen. Man følte sig ikke overbevist, hvorfor Worm blev beordret til København, hvor han blev sat i husarrest, og, da han ikke overholdt denne, blev han fængslet i Kastellet. Her kom han igen i forhør, og det varede ikke længe, før generalfiskalen havde fået ham drevet op i en krog, så han måtte gå til bekendelse. Der blev udarbejdet et anklageskrift, hvor Worm tiltaltes for majestætsforbrydelse i højeste grad og for mened. Først blev han stillet for en gejstlig domstol, som fradømte ham kjole og krave, og den 23. februar 1681 blev han ved Rådstueretten i København dømt til at miste liv, ære og gods. Hans skrifter skulle brændes offentligt af bøddelen, hans højre hånd skulle afhugges i levende live – det var straffen for mened – og derefter skulle han miste hovedet. Desuden blev hans bo konfiskeret til fordel for kongen.
Jacob Worm gjorde hvad han kunne for at undgå denne skæbne ved at skrive bønskrifter til alle sider, til kongen og dronningen og til personer, som havde indflydelse ved hoffet. Ja, selv ”horen”, Sophie Amalie Moth og sin stedfar og gamle fjende, Thomas Kingo, bad han om at lægge et godt ord ind for sig hos kongen. Kingo fulgte opfordringen, men hans brev til kongen var så ondskabsfuldt, at Worm – selv i den yderst alvorlige situation han var i – blev fornærmet. Worms unge kone, Abild, satte deres ”diende barn” i pleje og rejste til København, hvor hun rendte kongen og alle mulige standspersoner på dørene, for at udvirke støtte til sin mand. Også menigheden i Gråbrødre sogn gik i forbøn for ham og attesterede i et brev til kongen, at Worm altid havde ført et kristeligt liv og levned og altid havde prædiket Guds ord retsindigt, således at menigheden var vel fornøjet med ham og ikke havde haft nogen grund til besværinger.
Resultatet blev, at kongen lod sig formilde, og den 16. april 1681 blev Worm benådet, dog på den betingelse, at han med første skib afrejste til den danske koloni Trankebar i Indien og forblev der resten af sine dage. En grund til, at straffen blev nedsat, var, at man efterhånden havde fået vished for, at Worm var en ”enlig ulv” og ikke havde haft medsskyldige. Der var derfor ikke den store præventive virkning ved at straffe ham drastisk. Tværtimod risikerede man at gøre ham til martyr.
For Worm var forvisningen til Trankebar ikke meget bedre end dødsdommen, og han gjorde endnu nogle forsøg på at få afgørelsen mildnet, evt. til en forvisning til Norge i stedet. Men kongen var ikke til sinds at ændre sin beslutning, og den 30. april 1681 forlod Worm København med skibet Phønix. Samtidig med Worms afrejse bestemte kongen, at Abild skulle have lov til at beholde sin mands bodel. Både hos kongen og hos andre havde hun vundet sig megen sympati ved sin stædige og resolutte kamp for at redde ægtefællen.

## Sidste tid i Trankebar
Om Jacob Worms tid i Trankebar ved man kun lidt. Det vides, at han var involveret i et mislykket forsøg på at afsætte guvernøren Axel Juel, som var tyrannisk og gennemkorrupt. De andre deltagere i forsøget blev behandlet meget brutalt, men Worm slap med en kort periode i fængsel. Det vides også, at kongen i oktober 1685 tillod, at Worm virkede som præst i kolonien, og det menes, at han gav sig af med at missionere blandt den lokale befolkning og oversatte dele af bibelen til tamilsk. Det sidste skriftlige aktstykke, der foreligger om Jacob Worm, er en kongelig ordre af 1. juli 1693. Den går ud på, at hans efterladte ejendele, som var indkommet med et skib fra Østen, skulle udleveres til hans enke, Abild Andersdatter – mod erlæggelse af told. Ud fra dette formodes det, at Worm er død i slutningen af 1692 eller begyndelsen af 1693 i en alder af 50 år. Han blev begravet på Nygades Kirkegård i Trankebar. Kirkegården findes endnu og er under restaurering af Nationalmuseet og den danske Trankebar-forening, men Jacob Worms grav kan ikke længere lokaliseres.
Abild Andersdatter, giftede sig i 1694 med sognepræsten i Hammel, Mads Rasmussen Thrane. Han blev senere præst og provst ved Viborg Domkirke, men det var efter, at Abild var død i 1710 – 52 år gammel.

## Vurdering
Jacob Worm regnes for en af rebellerne mod den enevældige statsform og kommer derved i gruppe med folk som dr. Dampe og P.A. Heiberg. Når han er mindre kendt end disse, hænger det nok sammen med, at hans kritik i hvert fald i begyndelsen var meget tvetydig og langt hen ad vejen et udtryk for selvhævdelse, brødnid og misundelse. Han satire var skarp, men mere ondskabsfuld end morsom. Humor havde han ikke, og følelser kommer først til udtryk i et par digte, som han skrev til sin hustru kort før afgangen til Trankebar. Worms digteriske form var præget af barokkens svulstighed og ordrighed samt af brugen af en tung kristelig symbolik. For nutidens mennesker er hans skrifter vanskelige at læse.